# Salon d'Automne de 1913
Le Salon d'Automne de 1913 est la onzième édition du Salon d'Automne, une exposition artistique annuelle à Paris, en France. Il se tient du 15 novembre 1913 au 5 janvier 1914 au Grand Palais.

## Œuvres présentées
- Maurice Denis, L'Annonciation.
- Raymond Duchamp-Villon, Les Amants.
- Albert Gleizes, Portrait de l'éditeur Eugène Figuière.
- Roger de La Fresnaye, La Conquête de l'air.
- Francis Picabia, Udnie.
- Jean Metzinger, En canot.
- Léopold Survage, Dessin coloré.